# Люди Ікс: Остання битва
«Люди Ікс: Остання битва» (англ. X-Men: The Last Stand) — американський фантастичний бойовик 2006 року режисера Бретта Ретнера, третя частина світового фантастичного блокбастера про людей-мутантів за мотивами однойменного коміксу.

## Сюжет
У 1986 році Чарльз Ксав'єр і Магнето відвідують юну Джин Ґрей в домі її батьків, щоб запросити її до школи для обдарованих — Особняка Ікс. Через десять років, у 1996-му, промисловець Воррен Вортінгтон II дізнається, що його син — мутант, коли бачить, як той намагається відрізати власні крила.
У наш час компанія Worthington Labs оголошує про створення вакцини, яка придушує X-ген, що надає мутантам надздібності, і пропонує «ліки» всім, хто бажає. Деякі мутанти, як-от Шельма (Rogue), яка не може торкатися до інших, не завдаючи шкоди, зацікавлені в цьому. Інші, зокрема Магнето, насторожено ставляться до нововведення. Він відроджує Братство мутантів, попереджаючи, що ліки можуть бути використані як зброя для знищення їхнього виду. За допомогою Пайро, Калісто та інших, Магнето звільняє з пересувної в'язниці Містік, Множинника (Multiple Man) і Джаггернаута. Коли Містік приймає на себе стрілу з ліками, вона втрачає свої здібності — Магнето, не вагаючись, залишає її.
Циклоп, все ще пригнічений після втрати Джин, вирушає до озера Алкалі, де та загинула. Раптово Джин з'являється, але під час поцілунку вбиває його. Відчувши небезпеку, Ксав’єр відправляє Росомаху (Логана) та Шторм перевірити ситуацію. Вони знаходять лише плаваючі камені, окуляри Циклопа та непритомну Джин.
У школі Ксав’єр пояснює, що коли Джин пожертвувала собою, аби врятувати команду, вона також випустила на волю альтернативну особистість — Фенікс, надзвичайно руйнівну силу, яку він довгий час пригнічував телепатично. Логан обурений таким втручанням у свідомість Джин. Коли вона прокидається, він розуміє, що це вже не та Джин, яку він знав. Вона втікає до свого дитинства будинку, де зустрічається з Магнето та Ксав’єром. Обидва намагаються схилити її на свій бік, але Фенікс бере гору: вона знищує будинок і розпилює Ксав’єра на атоми, після чого йде з Магнето.
Після цього Містік, яка втратила сили, повідомляє ФБР про місцезнаходження бази Магнето, але з'ясовується, що теплові сигнатури, які виявили агенти, належать лише копіям Множинника. Справжні Магнето та Братство вирушають на Алькатрас, щоб убити хлопчика на ім’я Джиммі — мутанта, з чиєї ДНК створено вакцину. Вони легко перемагають військових, поки не прибувають Люди Ікс. Під час бою Кітті Прайд рятує Джиммі від Джаггернаута, Айсмен перемагає Пайро, а Логан відволікає Магнето, щоби Звір (Маккой) зміг вколоти йому ліки й позбавити його сил.
Прокидається Фенікс і починає знищувати все навколо. Лише Логан, завдяки своїм здібностям до регенерації, може підійти до неї. Джин на мить приходить до тями і просить Логана вбити її. Він змушений зробити це, щоби зупинити руйнування.
Згодом, мутанти отримують права, школа Ксав'єра продовжує працювати під керівництвом Шторм, а Маккой стає послом у ООН. Шельма, яка прийняла вакцину, відновлює стосунки з Айсменом. Тим часом Магнето, здається, утратив свої сили, але коли тягнеться до металевої шахової фігури, вона ледь помітно рухається.
В іншій сцені докторка Моіра МакТаггерт доглядає за пацієнтом у комі, який раптово говорить голосом Ксав'єра — натяк, що професор міг вижити, перенісши свою свідомість.

## У ролях
| Актор          | Роль                               |
| -------------- | ---------------------------------- |
| Г'ю Джекмен    | Джеймс Гоулетт/Лоґан/Росомаха      |
| Патрік Стюарт  | Професор Чарлз Ксав'є/Професор Ікс |
| Ян МакКеллен   | Ерік Леншерр/Маґнето               |
| Фамке Янссен   | Джин Ґрей/Фенікс                   |
| Джеймс Марсден | Скотт Саммерс/Циклоп               |
| Геллі Беррі    | Ороро Монро/Шторм                  |
| Анна Паквін    | Марі/Роуґ                          |
| Келсі Греммер  | Генк МакКой / Звір                 |
| Ребекка Ромейн | Рейвен Даркголм /Містік            |
| Шон Ешмор      | Боббі Дрейк/Людина-Лід             |
| Аарон Стенфорд | Джон Аллердайс / Піро              |
| Вінні Джонс    | Джаггернаут / Кейн Марко           |
| Елліот Пейдж   | Кітті Прайд / Примарна Кішка       |
| Бен Фостер     | Уоррен Уортінгтон III / Янгол      |
| Майкл Мерфі    | Уоррен Уортінгтон II               |
| Шогре Аґдашлу  | Кавіта Рао                         |
| Білл Дюк       | Траск                              |
| Ерік Дейн      | Множник                            |
| Деніел Кадмор  | Петро Распутін / Колос             |
| Кен Люн        | малюк Омега                        |
| Данія Рамірес  | Калісто                            |